# Delphinium araraticum
Delphinium araraticum là một loài thực vật có hoa trong họ Mao lương. Loài này được Grossh. mô tả khoa học đầu tiên.